# Даре, Гастоне
Гастоне Даре (итал. Gastone Darè; 18 февраля 1918, Суццара, Ломбардия — 7 июня 1977, Мантуя, Ломбардия) — итальянский фехтовальщик-саблист и политический деятель.

## Биография
Родился в 1918 году в Судзаре. В 1947 году стал обладателем золотой и бронзовой медалей чемпионата мира. В 1948 году принял участие в Олимпийских играх в Лондоне, где стал обладателем серебряной медали в командной сабле, а в личном первенстве был 6-м. В 1949 году завоевал две золотые медали чемпионата мира. На чемпионате мира 1950 года завоевал золотую и бронзовую медали. В 1951 году стал обладателем серебряной и бронзовой медалей чемпионата мира. В 1952 году принял участие в Олимпийских играх в Хельсинки, где стал обладателем серебряной медали в командной сабле, а в личном первенстве был 4-м. На чемпионатах мира 1953 и 1955 годов становился обладателем серебряной медали. В 1956 году принял участие в Олимпийских играх в Мельбурне, но наград не завоевал.
В 1963 и 1974 годах избирался в Сенат Италии от Социалистической партии.